# 京北歯科医学校
京北歯科医学校（けいほくしかいがっこう）は、埼玉県にあった医学校。
1926年（大正15年）5月21日、大久保通次によって埼玉県知事に設置申請がなされ、同年6月9日に認可、10月1日より現在の浦和市（現在のさいたま市岸町7丁目5番地）に設立された。
1931年（昭和6年）に大宮市（下町1丁目）に移転、1939年（昭和14年）に再び浦和市に移った。1946年（昭和21年）3月、大久保通次校長が亡くなった後、自然廃校となった。
1000人以上の卒業生を送り出した。

## 沿革
- 1926年10月1日 京北歯科医学校設立
- 1927年5月 京北高等歯科医学校へ改称
- 1931年 大宮市に移転
- 1933年 京北歯科医学校へ改称
- 1939年 浦和市に移転
- 1941年 大久保通次校長が急逝、その後自然廃校

## 関連書籍
- 『埼玉県史通史編6』p337